# Лопушанка (річка)
Лопуша́нка — річка в Україні, у межах Тернопільського району Тернопільської області. Права притока Серету (басейн Дністра). 

## Опис
Довжина 20 км. Долина переважно неглибока і порівняно широка. Річище слабозвивисте, місцями каналізоване. Заплава двобічна. Споруджено кілька ставків. 

## Розташування
Лопушанка бере початок у селі Лопушани. Тече переважно на південний схід, у районі села Оліїв — на північний схід, у пригироловій частині — на схід. Впадає до Серету на південний схід від села Городище. 
Притоки: невеликі потічки. 
Над річкою розташовані села: Лопушани, Оліїв, Білокриниця, Білоголови, Нетерпинці, Носівці, Городище. 